# Xã Olivia, Quận McHenry, Bắc Dakota
Xã Olivia (tiếng Anh: Olivia Township) là một xã thuộc quận McHenry, tiểu bang Bắc Dakota, Hoa Kỳ. Năm 2010, dân số của xã này là 40 người.